# Joseph Jérôme Lefrançais de Lalande

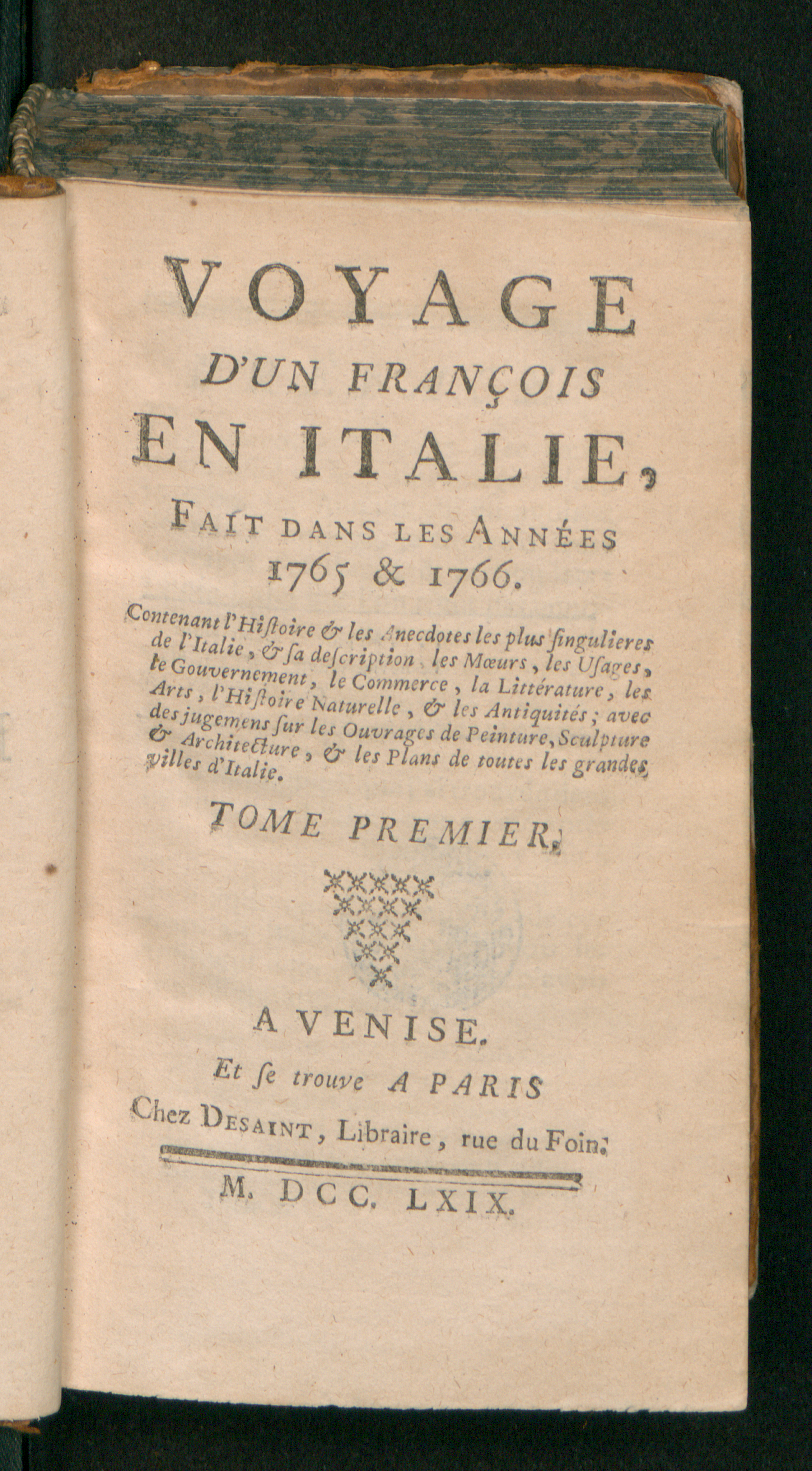
Voyage d'un françois en Italie, fait dans les années 1765 et 1766. Tome premier, 1769

Joseph Jerôme Lefrançais de Lalande (Bourg-en-Bresse, 1732. július 11. – Párizs, 1807. április 4.) francia csillagász, a párizsi csillagvizsgáló igazgatója.

## Élete
Első nevelését egy jezsuita iskolában nyerte, azután Párizsba ment jogot tanulni, de ezenkívül Joseph-Nicolas Delisle és Pierre Charles Le Monnier mellett szorgalmasan csillagászattal is foglalkozott. Utóbbi ajánlatára 1751-ben az akadémia csillagászati megfigyelések céljából Berlinbe küldte, ahol Eulerrel, Maupertuis-vel és másokkal ismerkedett meg. Visszatérte után egy évig Bourg-en-Bresse-ben ügyvédeskedett, de azután Párizsba menve, teljesen a csillagászatnak szentelte magát. 1753-ban az akadémia tagjává választották, 1761-ben a Collège de France-ban tanár, később az École militaire csillagvizsgálójának igazgatója lett.

## Munkássága
Lalande rendkívül szorgalmas megfigyelő és fölöttébb termékeny csillagászati író. Főképpen a bolygók mozgásának elméletével foglalkozott, ő kezdte először nagy méretekben a zónamegfigyeléseket végezni. Kiadott egy Hold-atlaszt és egy csillagkatalógust, amelyben 47 ezer objektumot írt le. Histoire céleste française című művét a British Association for the Advancement of Science rendeletére Francis Baily adta ki (London, 1847). 1771-ben az addigi mérési adatok alapján a Nap–Föld távolságot 153 ± 1 millió km-re becsülte. Legfontosabb és leghasznosabb nagyobb műve: Traité d'astronomie (Párizs, 1764. 2 kötet, 3. kiadás 1792. 3, illetve 4 kötet), mely több nemzedék számára a legjobb útmutatót adta. Nagy fontosságú továbbá: Bibliographie astronomique avec l'histoire de l'astronomie depuis 1781-1802. (Párizs, 1803). Végrendeletében akadémiai évi díjat tűzött ki a legjobb asztronómiai értekezés vagy a legfontosabb csillagászati megfigyelésre. Egyike azon 72 tudósnak, akiknek neve szerepel az Eiffel-torony oldalán.